# Championnats du monde de cross-country 1987
Navigation
Édition précédente Édition suivante
Les 15e Championnats du monde de cross-country IAAF  se déroulent le 22 mars 1987 à Varsovie, en Pologne. 576 athlètes de 47 pays ont participé.

## Résultats

### Cross long hommes

#### Individuel
| Médaille | Athlète             | Temps       |
| Or       | John Ngugi (KEN)    | 36 min 07 s |
| Argent   | Paul Kipkoech (KEN) | 36 min 07 s |
| Bronze   | Paul Arpin (FRA)    | 36 min 51 s |

#### Équipes
| Médaille | Athlètes | Points  |
| Or       | Kenya John Ngugi (1e) Paul Kipkoech (2e) Some Muge (5e) Andrew Masai (6e) Moses Tanui (18e) Sisa Kirati (21e)                           | 53 pts  |
| Argent   | Angleterre Dave Clarke (10e) Carl Thackery (20e) Kevin Forster (22e) Steve Binns (23e) Craig Mochrie (33e) Jonathan Richards (38e)      | 146 pts |
| Bronze   | Éthiopie Abebe Mekonnen (4e) Haji Bulbula (17e) Wodajo Bulti (27e) Wolde Silasse Melkessa (29e) Melese Feissa (39e) Bekele Debele (45e) | 161 pts |

### Course juniors hommes

#### Individuel
| Médaille | Athlète               | Temps       |
| Or       | Wilfred Kirochi (KEN) | 22 min 18 s |
| Argent   | Demeke Bekele (ETH)   | 22 min 18 s |
| Bronze   | Debebe Demisse (ETH)  | 22 min 20 s |

#### Équipes
| Médaille | Athlètes | Points |
| Or       | Éthiopie | 19 pts |
| Argent   | Kenya    | 20 pts |
| Bronze   | Japon    | 73 pts |

### Cross long femmes

#### Individuel
| Médaille | Athlète                  | Temps       |
| Or       | Annette Sergent (FRA)    | 16 min 46 s |
| Argent   | Liz Lynch (ECO)          | 16 min 48 s |
| Bronze   | Ingrid Kristiansen (NOR) | 16 min 51 s |

#### Équipes
| Médaille | Athlètes                                                                                             | Points |
| Or       | États-Unis Lynn Jennings (4e) Lesley Lehane (5e) Mary Knisely (14e) Janet Smith (23e)                | 46 pts |
| Argent   | France Annette Sergent (1e) Martine Fays (12e) Anne Viallix (18e) Maria Lelut (19e)                  | 50 pts |
| Bronze   | URSS Natalya Sorokivskaya (10e) Olga Bondarenko (13e) Yelena Romanova (15e) Marina Rodchenkova (17e) | 55 pts |